# بينيسولا باور
بينيسولا باور الاسم الكامل: (بالإنجليزية: Peninsula Power Football Club)‏ هو نادي كرة قدم أسترالي تم إنشاؤه في سنة 2000 الميلادية وشارك في الدوري الممتاز البريسباني.